# Helmond Noord
Helmond Noord bestaat uit de volgende buurten:
Haverveld, Bloem- en Paardenvelden, de Eeuwsels, Kasteel Noord, Planetenwijk en de Vogelbuurt.
Dit gedeelte van Helmond ligt tussen de oude- en de nieuwe Zuid-Willemsvaart. Vanouds waren de Eeuwsels en omgeving een moerassig beemdengebied langs de Aa en Bakelse Aa. Daarvan is nu alleen nog het natuur- en wandelgebied De Bundertjes overgebleven. De Aa, die vanouds dwars door Helmond liep, heeft zwaar geleden van demping en omlegging, maar in de Bundertjes is de oude slingerende beekloop deels hersteld. Dit deel heet nu Gulden Aa.
De omgeving van het kapelletje van Binderen is zeer schilderachtig dankzij een intacte en met beukenhagen omzoomde grachtenpartij en de monumentale Binderse poort.
verhaal gaat dat rond 1244 de keizerin Maria in het moeras heeft vastgezeten en later op deze plaats een abdij heeft laten bouwen. Hiervan zijn de grachten en de schaapskooi nog over. De schaapskooi is tegenwoordig een kapelletje geworden.
Ten zuiden van het Kapelletje ligt het Jan Vissermuseum, bekend om een grote collectie oude landbouwwerktuigen.
In dezelfde omgeving ligt zwembad de Wissen. Andere voorzieningen zijn ROC Ter AA en Winkelcentrum De Bus.
Hoofdplaats: Helmond

Wijken: Binnenstad · Helmond-Oost · Helmond-Noord · 't Hout · Brouwhuis · Helmond-West · Warande · Stiphout · Rijpelberg · Dierdonk · Brandevoort · Industriegebied Zuid

Buurtschappen: Berenbroek · Croy · De Weijer · Diepenbroek · Geeneind · Kloostereind · Kranenbroek · Kruisschot (Dierdonk) · Kruisschot (Stiphout) · Medevoort · Overbrug · Rijpelberg · Scheepstal 

Noord-Brabant: Steden en dorpen      Nederland: Provincies · Gemeenten